# 雲龍級航空母艦
雲龍級航空母艦為第二次世界大戰時日本海軍航空母艦一個級別，也是日本帝國海軍最後一款量產的正規航空母艦。

## 沿革
在第四次軍備補充計畫中，日本海軍增建大鳳號航空母艦，但美國海軍在1938年起急遽投入巨量預算重整海軍，日本所期望維持對美國海軍7成規模的想定遭到龐大的敵軍造艦計畫給壓迫；1941年(昭和16年)8月，在日本對美開戰之前，日本得知美國通過擴張海軍編制的第三次文森法案（後來與其它造艦計畫統合成兩洋海軍法案）；雖然在1940年日本帝國海軍剛通過第五次海軍軍備補充計劃追趕1938年通過的第二次文森法案，且於1941年春季規劃增造3艘以大鳳級為基礎，排水量3萬噸級（實際噸位4萬5千噸級）的大型航艦。
然而，過度膨脹的理想卻無法填補拮据的資源，原定3艘大型航艦在評估可動支資源後下修為1艘大型航艦、2艘與飛龍號同等標準，但採新設計的「1萬噸級」中型航艦，建造編碼為「800號艦」；然而1941年夏季確定即將向美軍開戰後，需要長時間投資才可形成戰力的第五次軍備補充計畫遭廢案，日本帝國海軍重新提交昭和十六年度戰時軍艦建造及航空兵力擴編計劃。該計畫主要設計目標為因應開戰後的可能損失，計劃內再度列入需興建1艘中型航空母艦。且為了快速投入，故放棄重新設計的打算，直接使用飛龍號航空母艦的設計稿。
雖然計劃考量點是需要一種可以快速量產的中型航艦，對艦政本部來說又是另一種考驗；距離最後一艘完工的中型航艦飛龍號已經過了10年，而飛龍號所需的建造工序複雜度並不亞於正規大型航空母艦，且10年前設計時沒有預測到1941年起陸續投入的新式戰機尺寸，航空設備操作上也有許多待修正項目，因此雖然規劃要能快速完工，但實際待修正的工程項目並不少；故艦政本部曾打算以考量量產便利性的出發點，重新設計一艘只有最基本防禦性能的航空母艦。而當時擔任航空本部總務部長的大西瀧治郎提出『有關航空母艦整備方針意見書』，裡面提及海軍的新型航艦願景：
- 艦島：同飛鷹級的煙囪-艦橋整合式艦島
- 航速：28節
- 艦載機：烈風24架、流星24架、彩雲6架，共54架。
- 航空軍火：基本上不需搭載魚雷，可裝載73枚500公斤炸彈。如需臨時增載其他物資時，要有24個可調整空間的船艙。
- 防禦配置：主彈藥庫施以100公厘CNC裝甲，其餘部分不須防禦（包括機炮彈藥庫、動力部門、甲板等），並廣設逃生門以利疏散。
- 防空武器：不需要裝防空炮，主要以三聯裝25公厘防空機炮為主。

大西甚至認為「為早點構成戰力，用差一點的材料建造也無所謂，船殼就算沒到預定厚度也沒關係」，不過艦政本部對實戰單位這種只想著即戰力的「願景」則反應冷淡，連與飛鷹級相同的設計這些構念最後也決議不採用；但艦政本部的想法送到軍令部時，軍令部則認為艦政本部提出的簡化航艦方案需求工序並沒比復刻飛龍號簡化多少，因此也把艦政本部的想法打回票，維持生產雲龍級的現行政策。最終設計出來的中型航艦仍維持傳統構型，沒出現特別極端的設計哲學。原本只打算造1艘的雲龍級在中途島海戰折兵損將後訂單大幅增加至16艘，但直到戰爭結束包括半成品艦只完成6艘。

## 設計特徵

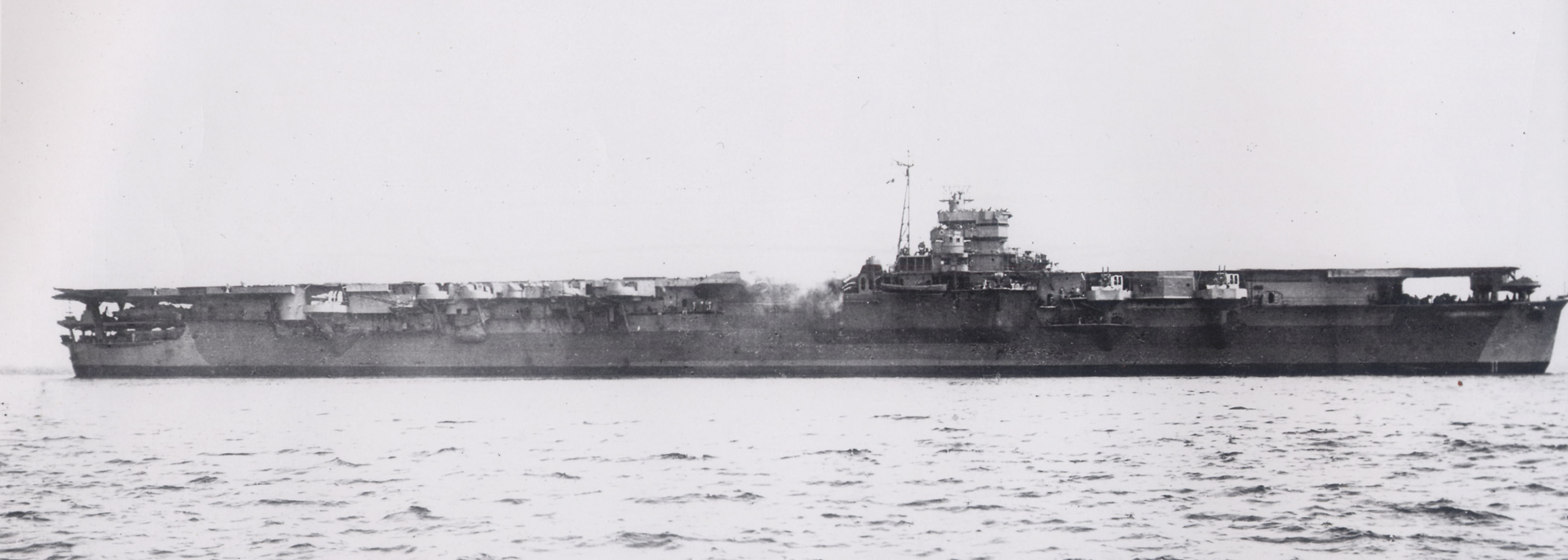
雲龍號航空母艦

雲龍級航空母艦艦體設計代號G16，幾乎全部的艦體流體力學設計資料是由飛龍號航空母艦繼承而來，船體與飛行甲板設計幾盡完全雷同；雖可視為飛龍號的改良型，但也參考了後來新造航艦的操作經驗及新式戰機的操作要求，採納實戰經驗，大幅度變更航空飛行支援設備，因此在外觀識別上很難將兩種航空母艦聯想在一起；唯一可以連結出兩者血脈關係只有動力系統與船體長寬比，繼承飛龍號同等標準的15萬匹馬力搭配11的長寬比，雲龍級仍然保留了高極速的特性。
艦體
雲龍級的艦體參數承襲飛龍號，但是飛龍號使用的船舵設計（半平行舵）小角度轉彎性能不理想，因此雲龍級與飛龍號在水下設計唯一不同之處是恢復與蒼龍號相同的雙平行舵（釣合舵）配置，強化轉彎能力；上層甲板設計部分，雲龍級放棄了飛龍號的左側置中艦島設計，採用翔鹤级航空母舰的設計，艦島位於右舷而且位置靠前，艦島外觀雖然沿襲飛龍號，但內部變更回蒼龍號的三層四甲板建築佈局，飛龍號時艦橋頂配備的九四式高射裝置被二號一型雷達給取代，高射指揮裝置被移到艦體測舷，艦島後方是鍋爐排煙口，煙囪位置仍與飛龍號相同，為了便於生產，故雲龍級的外型盡量用直線而不用曲線並且大量採用焊接；有部分雲龍級煙囪也因此採用可焊接製造的六角形設計，而非加工較複雜的橢圓形；鍋爐進氣口設計採納戰爭經驗，分散在左右舷各處，避免遭破壞時動力機組陷入全部癱瘓的隱患。
在飛龍號時，日本航空母艦的裝甲防禦仍保持了巡洋艦的標準，船殼除了有水線裝甲帶，飛行甲板也有一定厚度的鋼板，在要害區域會另外增裝防禦裝甲，但是在雲龍級時已經無此餘裕，只有在要害部位加設防禦裝甲。雲龍級的裝甲主要設置區域是保護彈藥庫、輪機。雲龍級的船殼防禦採用56公厘厚的含銅非滲碳鋼版（Copper alloy Non Cemented，CNC鋼）、彈藥庫的區段側面會加裝50-140公厘不等厚度的新維克斯表面硬化非滲碳鋼版（New Vickers non cemented，NVNC鋼）、輪機區段側面則會加裝46公厘厚的CNC鋼，甲板雖然仍使用韌性較好的（Ducol steel，DS鋼）杜科爾低錳合金結構鋼，但厚度削減至25公厘。但各造船廠為了趕工，實際上除了雲龍和天城兩艦可以維持設計規範，後續建造的量產艦都無法維持同等標準。葛城號的彈藥庫裝甲最厚部分已被降低成100公厘的NVNC鋼板、輪機則是使用兩層25公釐厚的DS鋼板去代換原本的單層CNC鋼。
動力機組
雲龍級設計初，原定裝上在翔鶴級、大鳳號航艦等運用的標準型高溫高壓鍋爐；日軍航艦1930年代末期的高溫高壓鍋爐運作蒸氣溫度350度、鍋爐壓力每平方公分30公斤，較1930年代中期又更加精進（飛龍、最上級等鍋爐運作蒸氣溫度220度、壓力每平方公分22公斤），假如使用新規格鍋爐在主機空間上還有節省空間；但戰爭發動後物資匱乏，高溫高壓鍋爐得運用的特殊材料也難以籌措，導致每家承建雲龍級的海軍工廠只能各憑本事解決機組問題。
三菱長崎廠承製的雲龍級（天城、笠置）裝上了造艦計畫遭臨時取消的新鈴谷級重巡洋艦主機，該主機搭配的鍋爐1930年代服役的重巡洋艦等性能相近，爐運作蒸氣溫度200度、壓力每平方公分22公斤，因此仍維持逼近飛龍號動力輸出表現，仍有相等的航行性能。
吳海軍工廠沒有辦法解決物資匱乏問題，而是將陽炎級驅逐艦使用的動力機組裝艦應急；雖然陽炎級鍋爐效率較好（運作蒸氣溫度350度、鍋爐壓力每平方公分30公斤），但配套蒸氣渦輪主機輸出不足，極速因此較差；但就原本陽炎級的機組設計來講只要6座鍋爐就可以滿足渦輪主機輸出，但航空母艦較需要持續高速航行取得最佳飛行操作效率，因此仍維持8座鍋爐佈局。
電系輸出部分，雲龍級最初使用的是1930年代後普及的220伏特交流電，但艦政本部原定在5007號艦（生駒）更換為電壓更大的440伏特交流電，但並沒有實際完工。
航空設施
因為新式戰機體積較大，雲龍級飛行甲板雖然面積不變，但考慮到船體尺寸有限因此重新設計了航空支援設備。雲龍級僅保留前後升降機；前升降機和大鳳號相同，為長寬14公尺的五邊型構造；後升降機則較小，長14公尺、寬13.6公尺；兩台升降機都可與艦體內雙層機庫連通。除飛機用升降機外，雲龍級額外增裝運輸魚雷與炸彈至飛行甲板的專用送彈機，這項設計同樣只有戰爭期間建造的大鳳號與信濃號上才有。雲龍級軍火庫的魚雷搭載量標準為36枚、但可以視情況調整增加6枚的儲備空間。
雲龍級的攔截索配合1944年起投入的新式重型戰機與攻擊機，以空廠式4基12索汰換了當時主要運用的吳式9基9索，增加重型機落艦安全性；因為日軍航艦的折損經驗，艦內比過去建造的艦隻更注重消防安全，飛行甲板的通風排氣效率也被重視，除使用抗燃燒塗料，滅火設備從二氧化碳滅火器升級成泡沫滅火器，燃料槽四周更施以水泥隔絕，航空汽油攜帶量僅維持飛龍號的360公噸規格。但是日軍戰機大型化且燃料需求遠大過1930年代所需的狀況下，雲龍級的續戰力要較既往日軍航艦要為不足，但也避免油氣洩漏問題重演。不過雲龍級的船殼只有比驅逐艦略厚的薄裝甲，因此增加的安全設備重量並沒使艦體重心過度上移。
雲龍級艦載機配置是當前說法較為複雜的議題，如按飛龍號的史實標準，即便是1941年主力機種雲龍級理論上仍應有57架戰機的裝載能力。但因為造艦自計畫始至日本戰敗海軍更換了兩代機型，因此實際搭載有以下幾種說法：
| 日期           | 資料典故                     | 戰鬥機            | 俯衝轟炸機        | 魚雷攻擊機      | 偵察機           | 合計   | 露天放置數量    | 附註                                  | 資料出處 |
| -------------- | ---------------------------- | ----------------- | ----------------- | --------------- | ---------------- | ------ | --------------- | ------------------------------------- | -------- |
| 1941年10月20日 | 一般計畫要領書               | 零戰 12+3架       | 九九艦爆 27+3架   | 九七艦攻 18+2架 |                  | 57+8架 |                 | 雲龍級的初期構想                      | [ 20 ]   |
| 1942年11月28日 | 現狀報告資料 建造中之空母    | 12+3架            | 27+3架            | 18+2架          |                  | 57+8架 |                 | 5006號艦(阿蘇)                        | [ 21 ]   |
| 1943年9月1日   | 新艦船主要要目一覽表         | 零戰 12架         | 九九艦爆 27架     | 九七艦攻 18架   |                  | 57架   |                 | 天城・笠置・葛城・阿蘇                | [ 22 ]   |
| 1944年10月     | 建造中水上艦艇主要要目一覧表 | 18架              | 18架              | 18架            | 3架              | 57架   |                 | 笠置                                  | [ 3 ]    |
| 不明           | 原典不明                     | 零戰 21架         | 彗星 18架         | 天山 21架       |                  | 60架   | 彗星9架 天山2架 | 雲龍級                                | [ 23 ]   |
| 1943年9月1日   | 一般計畫要領書               | 十七試艦戰 18+2架 | 一六試艦攻 27+0架 |                 | 一七試艦偵 6+0架 | 51+2架 |                 | 雲龍改級基礎計畫 1943年9月1日文書資料 | [ 20 ]   |
| 1942年11月28日 | 現狀報告資料 建造中之空母    | 18+1架            | 27+0架            | 27+0架          |                  | 72+1架 |                 | 5007號艦(生駒號)之後                  | [ 21 ]   |
| 不明           | 原典不明                     | 烈風 18+2架       | 流星 24架         |                 | 彩雲 3架         | 45+2架 | 流星4架 彩雲3架 | 雲龍改型(生駒號)                      | [ 23 ]   |

## 同型艦
雲龍級原本計劃建造16艘，但實際仅命名7艘，建造完成的只有3艘；5002、5005兩艦原本預定使用建造信濃號的橫須賀第六號船塢動工，但是因為信濃號工程未取消，因此在未開工前便取消造艦計畫。
| 造艦編號              | 建造廠             | 船名                      | 开工時間                  | 下水時間                  | 完工時間                      | 結局                                                                        | 圖片                                         |
| --------------------- | ------------------ | ------------------------- | ------------------------- | ------------------------- | ----------------------------- | --------------------------------------------------------------------------- | -------------------------------------------- |
| 302                   | 横须贺海军工厂     | 云龙                      | 1942年8月                 | 1943年9月25日             | 1944年8月6日                  | 1944年12月19日遭美国潜艇击沉                                                |                                              |
| 5001                  | 三菱重工長崎造船厂 | 天城                      | 1942年10月1日             | 1943年10月15日            | 1944年8月10日                 | 1945年7月28日遭空袭后进水沉没                                               |                                              |
| 5002                  | 橫須賀海軍工廠     | 未動工                    | 未動工                    | 未動工                    | 未動工                        | 1943年造艦計畫取消，資材挪用至信濃號改裝工程                                | 1943年造艦計畫取消，資材挪用至信濃號改裝工程 |
| 5003                  | 吴海军工厂         | 葛城                      | 1942年12月8日             | 1944年1月19日             | 1944年10月15日                | 1946年11月30日于日立造船厂解体                                              |                                              |
| 5004                  | 三菱重工長崎造船厂 | 笠置                      | 1943年4月14日             | 1944年10月19日            | 1945年4月1日建造终止,完成84%  | 1946年在佐世保海军工厂被拆解                                                |                                              |
| 5005                  | 橫須賀海軍工廠     | 未動工                    | 未動工                    | 未動工                    | 未動工                        | 1943年造艦計畫取消，資材挪用至信濃號改裝工程                                | 1943年造艦計畫取消，資材挪用至信濃號改裝工程 |
| 5006                  | 吴海军工厂         | 阿蘇                      | 1943年6月8日              | 1944年11月17日            | 1944年11月9日建造终止,完成60% | 作為日本陆军特攻兵器MXY-7樱花特别攻击机實驗標靶擱淺於倉橋島，1946年12月拆解 |                                              |
| 改第302号艦型，生駒級 |                    |                           |                           |                           |                               |                                                                             |                                              |
| 5007                  | 神户川崎造船廠     | 生駒                      | 1943年7月5日              | 1944年11月17日            | 下水前建造终止,完成60%        | 1946年6月拆解                                                               |                                              |
| 5008                  | 三菱重工長崎造船厂 | 鞍馬                      | 1944年5月5日取消建造      | 1944年5月5日取消建造      | 1944年5月5日取消建造          | 1944年5月5日取消建造                                                        | 1944年5月5日取消建造                         |
| 5009                  | 橫須賀海軍工廠     | 1943年8月11日取消建造計畫 | 1943年8月11日取消建造計畫 | 1943年8月11日取消建造計畫 | 1943年8月11日取消建造計畫     | 1943年8月11日取消建造計畫                                                   | 1943年8月11日取消建造計畫                    |
| 5010                  | 三菱重工長崎造船厂 | 1943年8月11日取消建造計畫 | 1943年8月11日取消建造計畫 | 1943年8月11日取消建造計畫 | 1943年8月11日取消建造計畫     | 1943年8月11日取消建造計畫                                                   | 1943年8月11日取消建造計畫                    |
| 5011                  | 橫須賀海軍工廠     | 1943年8月11日取消建造計畫 | 1943年8月11日取消建造計畫 | 1943年8月11日取消建造計畫 | 1943年8月11日取消建造計畫     | 1943年8月11日取消建造計畫                                                   | 1943年8月11日取消建造計畫                    |
| 5012                  | 吳海軍工廠         | 1943年8月11日取消建造計畫 | 1943年8月11日取消建造計畫 | 1943年8月11日取消建造計畫 | 1943年8月11日取消建造計畫     | 1943年8月11日取消建造計畫                                                   | 1943年8月11日取消建造計畫                    |
| 5013                  | 橫須賀海軍工廠     | 1943年8月11日取消建造計畫 | 1943年8月11日取消建造計畫 | 1943年8月11日取消建造計畫 | 1943年8月11日取消建造計畫     | 1943年8月11日取消建造計畫                                                   | 1943年8月11日取消建造計畫                    |
| 5014                  | 橫須賀海軍工廠     | 1943年8月11日取消建造計畫 | 1943年8月11日取消建造計畫 | 1943年8月11日取消建造計畫 | 1943年8月11日取消建造計畫     | 1943年8月11日取消建造計畫                                                   | 1943年8月11日取消建造計畫                    |
| 5015                  | 橫須賀海軍工廠     | 1943年8月11日取消建造計畫 | 1943年8月11日取消建造計畫 | 1943年8月11日取消建造計畫 | 1943年8月11日取消建造計畫     | 1943年8月11日取消建造計畫                                                   | 1943年8月11日取消建造計畫                    |

## 結局

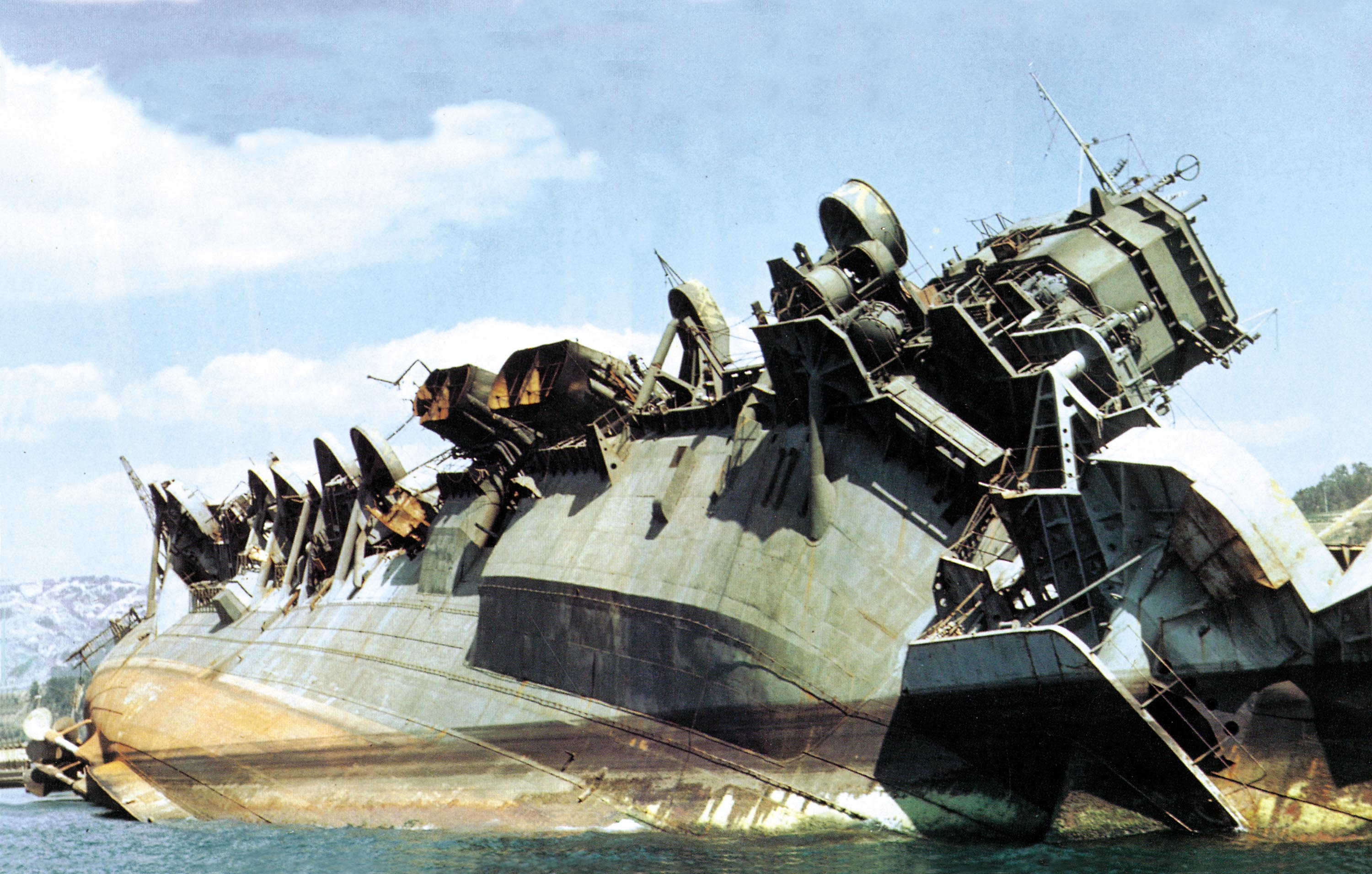
翻沉於吳港內的天城號

在雲龍號完工之際，第一航空艦隊所轄之艦載機部隊第601海軍航空隊也差不多在1944年的菲律賓海戰役給耗損殆盡，沒有合格艦載機的航空母艦便只剩運輸功能。
首艦雲龍號在建成後第一個任務是於1944年12月18日從日本吳港出發，運送陸軍部隊和一批櫻花特攻機到菲律賓，但在途中被美國潛艇擊沉
1945年2月後，日本航空母艦因為已缺乏飛行員而全部停止活動，停於軍港之內，天城號和葛城號於3月19日在吳港被美軍戰機空襲而受輕傷，之後兩艦停泊於吳港三子島附近海域，為了避開美機空襲，兩艦的飛行甲板上都加上植物，田地和小屋等各種假裝物扮成小島，7月24日，美機又來空襲，這些偽裝仍被美軍飛行員識破，天城號命中3個炸彈而翻沉於吳港內，1946年12月被拆毀，葛城號當日也受到空襲但損傷不大，二戰後葛城號成為當時日本最大的運輸艦把留在南太平洋的日本軍民運送回日本，1946年2月被拆毀。